# Ulkujärvi (sjö i Lappland, lat 66,88, long 25,25)
Ulkujärvi är en sjö i Finland. Den ligger i kommunen Rovaniemi i landskapet Lappland, i den norra delen av landet, 700 km norr om huvudstaden Helsingfors. Ulkujärvi ligger 161,9 meter över havet. Arean är 13,1 hektar och strandlinjen är 1,62 kilometer lång. Sjön  ingår i Kemi älvs huvudavrinningsområde. 